# Mark Mender
Mark A. Mender (* 10. November 1933 in München; † 6. August 2024 in Oberhaching) war ein deutscher Modefotograf und Werbefilmer. Er wurde mit Modefotografien in den sechziger und siebziger Jahren bekannt.

## Leben
Mender erhielt seine Ausbildung an einer Textilfachschule und arbeitete ab 1955 als Verkaufs- und Werbeleiter einer Münchener Herrenkleiderfabrik, wo er die ersten Modefotografien machte. Im Jahr 1961 machte er sich, ohne eine professionelle Ausbildung erhalten zu haben, als Modefotograf und Werbeberater selbständig. Im selben Jahr gab er die PR-Zeitschrift Repräsentanten der Mode heraus. Erste Zusammenarbeiten mit den Fluggesellschaften Pan Am und Lufthansa entstanden und ermöglichten ihm Fotoreisen in tropische Länder, die ihn von den Arbeiten seiner Fotografenkollegen absetzten. Im Jahr 1968 erschien die Erstausgabe seines Modehefts Mode Magazin in seinem selbst gegründeten Verlag Modepresse. Im Jahr 1973 erfolgte eine Berufung in die Deutsche Gesellschaft für Photographie (DPGh) durch Fritz Gruber. Er war ein Gründungsmitglied des Berufsverbands Freie Fotografen und Filmgestalter e.V. (BFF). Ab 1979 erfolgten die ersten Experimente mit der Videotechnik. Er vermengte die noch primitive Videotechnik mit der Modefotografie. Im Jahr 1981 hörte er endgültig mit der Fotografie auf und arbeitete mit der Videotechnik weiter. Im selben Jahr gründete er „TV-One Studio GmbH“ und baute sein einstiges Fotostudio zu einem Fernseh-Produktionsstudio um. 1983 begann er mit 3D-Computer-Animationen. Seit den 1990er-Jahren verfolgt er vor allem die Produktion von Industrie-/Werbefilmen und Computeranimationen.

## Werk
Mark Mender fotografierte in den sechziger und siebziger Jahren Mode für Marken wie Louis Féraud oder Fred Perry und für Werbekampagnen. Bekannt war er für seine selbst gebauten Kulissen und ungewöhnlichen Ideen Mode zu inszenieren. Er experimentierte mit Mehrfachbelichtungstechnik, Filtern, Spiegeln und anderen Trick- und Gestaltungsmöglichkeiten.

## Auszeichnungen
- Im Jahr 1968 wurde sein Foto „Ohne Titel (Alaska, Anchorage ‚Elmendorf Air-Force Base‘)“ als „Modefoto des Jahres 1968“ ausgezeichnet.
- Im September 2006 wurde er im Rahmen der photokina für verschiedene beispielhafte audiovisuelle Kommunikationslösungen ausgezeichnet und erhielt einen Sonderpreis in der Kategorie „Lebenswerk“ für sein Konzept einer virtuellen Mode-Fotografie Galerie.[6]